# IC 2173
IC 2173 је појединачна звијезда у сазвјежђу Близанци која се налази на листи објеката дубоког неба у Индекс каталогу.
Деклинација објекта је + 33° 27' 27" а ректасцензија 6h 50m 47,2s.